# Kim Jennie
Dans ce nom coréen, le nom de famille, Kim, précède le nom personnel.
Pour les articles homonymes, voir Kim.
Kim Jennie (hangeul : 김제니), couramment appelée par le mononyme Jennie (hangeul : 제니), née le 16 janvier 1996 à Bundang, un arrondissement de la ville de Seongnam, est une rappeuse, chanteuse, danseuse et mannequin sud-coréenne. Elle fait partie du girl group sud-coréen Blackpink, depuis 2016, où elle est la rappeuse principale et chanteuse secondaire.

## Biographie

### Jeunesse
Jennie naît le 16 janvier 1996 à Seongnam, plus précisément dans l'arrondissement de Bundang, en Corée du Sud. Elle a d'abord étudié à l'école primaire Cheongdam à Séoul avant de déménager en Nouvelle-Zélande. En effet, lorsque Jennie avait 8 ans, elle a voyagé en famille en Australie et en Nouvelle-Zélande. Sa mère lui a ensuite proposé de s'installer en Nouvelle-Zélande et Jennie a accepté ; un an plus tard, elle a été envoyée étudier à l'école primaire Waikowhai à Auckland et a vécu dans une famille d'accueil. Jennie a parlé de son expérience d'apprentissage d'une nouvelle langue dans le documentaire English, Must Change to Survive (2006) de MBC. Pendant son adolescence, elle rêvait de devenir danseuse de ballet. Après avoir terminé ses études intermédiaires, elle s'est inscrite au ACG Parnell College.
Elle retourne en Corée du Sud en 2010 où elle étudie au collège Cheongdam. Jennie est auditionnée pour YG Entertainment la même année avec Take a Bow (chanson de Rihanna), réussissant à rejoindre le label en tant que stagiaire.

### Années 2010
Le 10 avril 2012, Jennie est présentée au grand public à travers une photo, publiée via le blog de YG Entertainment[pertinence contestée]. Sa photo suscite l'intérêt des internautes, devenant aussitôt le sujet le plus recherché sur les sites portails, sous le nom de « Fille mystère ». Le 30 août, YG Entertainment publie une vidéo Youtube sur son blog intitulée "YG Trainee - Jennie Kim" (Stagiaire YG - Jennie Kim), dans laquelle elle reprend la chanson Strange Clouds (chanson de B.o.B avec Lil Wayne). Le 1er septembre, Jennie fait sa première apparition publique en tant qu'actrice principale dans le clip vidéo de G-Dragon, "That XX" de son EP One of a Kind. En mars, Lee Hi l'a présente dans la chanson "Special" de son premier album First Love. En septembre, elle figure sur la chanson Black de G-Dragon, l'enregistrant avant la sortie de son album[source secondaire souhaitée]. Le 8 septembre, Jennie fait sa première apparition sur scène aux côtés de G-Dragon à Inkigayo de SBS[source secondaire nécessaire].
Le 1er juin 2016, Jennie est la première membre à être révélée pour le nouveau girl group de YG Entertainment, le premier en sept ans depuis 2NE1[source secondaire souhaitée]. Le 8 août 2016, elle fait ses débuts en tant que membre de Blackpink, aux côtés de Jisoo, Rosé et Lisa. Selon sa camarade de groupe Jisoo, Jennie était responsable des tâches générales et des prises de décision du groupe[source secondaire souhaitée].

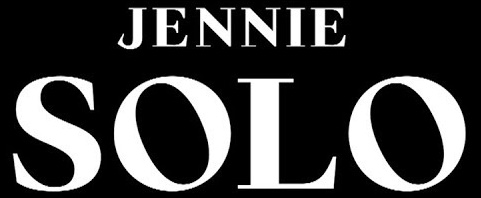

Jennie apparaît avec Jisoo, membre de Blackpink, dans Running Man en juillet 2018Une vidéo de Jennie pleurant après avoir traversé une maison hantée avec Lee Kwang-soo est devenue virale en Corée du Sud, gagnant plus d'un million de vues sur un site et un total de plus de trois millions de vues sur plusieurs plateformes, VOD et réseaux sociaux. Elle a ensuite été sélectionnée comme l'une des meilleures stars de variétés de 2018 à la suite de sa découverte sur Running Man.Jennie a de nouveau été invitée sur l'émission après avoir attiré l'attention lors de sa précédente apparition,.Jennie s'était classée première parmi les choix de casting et avait reçu plusieurs offres de différentes émissions de variétés. Le 1er octobre, Jennie a été confirmée pour rejoindre en tant que membre du casting de la nouvelle émission de variétés de SBS Village Survival, the Eight, son premier casting permanent dans une série télévisée.
À la mi-octobre 2018, une annonce des débuts officiels en solo de Jennie a lieu. À la suite d'une série de teasers promotionnels, il a été révélé qu'elle sortirait un seul album intitulé Solo avec un premier single du même nom. Au milieu de la préparation de ses débuts, il a été décidé que son single "Solo" serait d'abord révélé lors de la tournée In Your Area de Blackpink à Séoul le 10 novembre, avant sa sortie, deux jours plus tard. Jennie a expliqué comment "Solo" est devenu la chanson de ses débuts lors de sa conférence de presse le 12 novembre, elle déclarait: "Quand j’étais au studio de Teddy, il faisait une chanson et j'enregistrerai juste la démo. Ce n'est pas qu'il travaillait sur un morceau solo pour moi. Il disait juste : 'J'ai quelque chose de nouveau, essayons-le.' J'ai donc enregistré la chanson qu'il avait, et il s'est avéré qu'elle convenait parfaitement". La chanson a été décrite comme une piste hip hop avec des éléments pop.
À sa sortie, Solo a fait ses débuts sur Gaon Music Chart à la première place et a obtenu une triple couronne pour avoir simultanément dépassé les charts nationaux numériques, de téléchargement et de streaming. Le single est resté sur les charts numériques et mobiles pendant deux semaines consécutives supplémentaires et sur les charts streaming pendant trois autres semaines consécutives,. "Solo" a été certifié platine pour le streaming par la KMCA et a rapidement remporté le prix de la chanson de l'année du mois de novembre lors des huitièmes Gaon Chart Music Awards, ainsi que le prix Digital Bonsang lors des 34e Golden Disc Awards.À l'étranger, "Solo" est en tête du palmarès Billboard's World Digital Songs,.Il a également été ajouté dans la playlist du New York Times.Au moment de sa sortie, le clip de "Solo" est devenu le plus regardé par une artiste solo coréenne de tous les temps en 24 heures sur YouTube. Jennie est également devenue la première et la seule artiste solo coréenne à dépasser les 300 millions de vues sur la plateforme dans les six mois suivant sa sortie. YG Entertainment a ensuite diffusé la série Jennie - 'Solo' Diary sur YouTube, partageant des aperçus de son travail tout au long de la période de promotion du single. Le 25 novembre, Jennie a reçu sa première victoire dans une émission musicale en tant qu'artiste solo à Inkigayo.
En avril 2019, Jennie est la première artiste solo coréenne à se produire à Coachella. Sa performance a été incluse dans la liste "Les 10 meilleures choses que nous avons vues à Coachella 2019" par Billboard, qui l'a qualifiée d'époustouflante' et de 'superbe' pour les fans et les passants occasionnels.

### Années 2020
Jennie a co-écrit la chanson Lovesick Girls pour Blackpink, qui est sortie le 2 octobre 2020 en tant que troisième single du premier album studio du groupe, The Album. Lors de la tournée mondiale Born Pink de Blackpink débutant en octobre 2022, elle s’est produite sur scène avec une nouvelle chanson solo intitulée "You & Me".

Logo de la série The Idol de HBO.

En 2022, il a été annoncé que Jennie ferait ses débuts d'actrice sous le nom de scène Jennie Ruby Jane dans la série télévisée HBO The Idol, produite par The Weeknd, Reza Fahim et Sam Levinson,.
En avril 2023, Jennie a interprété une version remixée de la chanson You & Me à Coachella. En mai 2023, Jennie a fait ses débuts au Met Gala, vêtue de la robe vintage de la collection de prêt-à-porter Chanel automne 1990,; elle est aussi présente au festival de Cannes le même mois pour The Idol. Jennie quitte subitement la scène lors de la chanson Lovesick Girls (concert du 11 juin 2023 à Melbourne en Australie) pour des raisons de santé.
Le 24 décembre 2023, Jennie annonce la création de son label personnel OA (Odd Atelier) Entertainment.
En janvier 2025, Jennie annonce la sortie de son premier album studio, intitulé Ruby, prévue pour le 7 mars 2025. Cet album comprendra 15 morceaux, dont le single Mantra ainsi que six collaborations avec des artistes renommés tels que Dua Lipa, Childish Gambino, Doechii ou Kali Uchis.

## Discographie

### Album studio
| Titre | Détails                                                                      | Classements | Classements | Classements | Classements | Classements | Classements | Classements | Classements | Ventes                                                                |
| Titre | Détails                                                                      | COR         | JAP         | AUS         | ALL         | FRA         | GBR         | CAN         | USA         | Ventes                                                                |
| ----- | ---------------------------------------------------------------------------- | ----------- | ----------- | ----------- | ----------- | ----------- | ----------- | ----------- | ----------- | --------------------------------------------------------------------- |
| Ruby  | - Date de sortie : 7 mars 2025 - Labels : OA Entertainment, Columbia Records | 2           | 17          | 2           | 6           | 4           | 3           | 6           | 7           | - COR : plus de 696 000 - USA : plus de 26 500 - JAP : plus de 10 000 |

### Single album
| Titre | Détails                                                                             | Classement | Ventes                  |
| Titre | Détails                                                                             | COR        | Ventes                  |
| ----- | ----------------------------------------------------------------------------------- | ---------- | ----------------------- |
| Solo  | - Date de sortie : 12 novembre 2018 - Labels : YG Entertainment, Interscope Records | 2          | - COR : plus de 250 000 |

### Singles
| Année                                                      | Titre                              | Meilleures positions | Meilleures positions | Meilleures positions | Meilleures positions | Meilleures positions | Meilleures positions | Meilleures positions | Meilleures positions | Meilleures positions | Album      |
| Année                                                      | Titre                              | COR                  | JAP                  | AUS                  | ALL                  | FRA                  | GBR                  | CAN                  | USA                  | MON                  | Album      |
| ---------------------------------------------------------- | ---------------------------------- | -------------------- | -------------------- | -------------------- | -------------------- | -------------------- | -------------------- | -------------------- | -------------------- | -------------------- | ---------- |
| 2018                                                       | Solo                               | 1                    | 22                   | —                    | —                    | —                    | —                    | 67                   | —                    | NC                   | Solo       |
| 2023                                                       | You & Me                           | 4                    | 36                   | 69                   | —                    | 117                  | 39                   | 71                   | —                    | 7                    | Hors album |
| 2024                                                       | Mantra                             | 3                    | 45                   | 52                   | —                    | 85                   | 37                   | 46                   | 98                   | 3                    | Ruby       |
| 2025                                                       | Love Hangover (feat. Dominic Fike) | 35                   | —                    | —                    | —                    | —                    | 64                   | 72                   | 96                   | 29                   | Ruby       |
| 2025                                                       | ExtraL (feat. Doechii)             | 42                   | —                    | 74                   | —                    | 94                   | 37                   | 58                   | 75                   | 18                   | Ruby       |
| 2025                                                       | Like Jennie                        | 1                    | 32                   | 35                   | 71                   | 52                   | 36                   | 42                   | 83                   | 5                    | Ruby       |
| "—" indique que le titre ne s'est pas classé dans ce pays. |                                    |                      |                      |                      |                      |                      |                      |                      |                      |                      |            |

#### Titres en featuring et en collaboration
| Année                                                           | Titre                                               | Meilleures positions | Meilleures positions | Meilleures positions | Meilleures positions | Meilleures positions | Meilleures positions | Meilleures positions | Meilleures positions | Meilleures positions | Album                                                   |
| Année                                                           | Titre                                               | COR                  | JAP                  | AUS                  | ALL                  | FRA                  | GBR                  | CAN                  | USA                  | MON                  | Album                                                   |
| --------------------------------------------------------------- | --------------------------------------------------- | -------------------- | -------------------- | -------------------- | -------------------- | -------------------- | -------------------- | -------------------- | -------------------- | -------------------- | ------------------------------------------------------- |
| 2013                                                            | Special (Lee Hi feat. Jennie)                       | 21                   | —                    | —                    | —                    | —                    | —                    | —                    | —                    | NC                   | First Love                                              |
| 2013                                                            | GG Be (지지베) (Seungri feat. Jennie)               | 18                   | —                    | —                    | —                    | —                    | —                    | —                    | —                    | NC                   | Let's Talk About Love                                   |
| 2013                                                            | Black (G-Dragon feat. Jennie)                       | 2                    | —                    | —                    | —                    | —                    | —                    | —                    | —                    | NC                   | Coup D'État                                             |
| 2023                                                            | One of The Girls (avec The Weeknd & Lily-Rose Depp) | —                    | —                    | 30                   | 53                   | 110                  | 21                   | 29                   | 51                   | 10                   | The Idol Episode 4 (Music from the HBO Original Series) |
| 2024                                                            | Slow Motion (avec Matt Champion)                    | —                    | —                    | —                    | —                    | —                    | —                    | —                    | —                    | —                    | Mika's Laundry                                          |
| 2024                                                            | Spot! (Zico feat. Jennie)                           | 1                    | 69                   | —                    | —                    | —                    | —                    | —                    | —                    | 24                   | Hors album                                              |
| "—" indique que le titre ne s'est pas classé dans cette région. |                                                     |                      |                      |                      |                      |                      |                      |                      |                      |                      |                                                         |

### Crédits musicaux
| Année | Titre          | Artiste                | Album                  | Paroles | Paroles                                                                            | Musique | Musique                                                                                |
| Année | Titre          | Artiste                | Album                  | Crédit  | Autre(s) crédit(s)                                                                 | Crédit  | Autre(s) crédit(s)                                                                     |
| ----- | -------------- | ---------------------- | ---------------------- | ------- | ---------------------------------------------------------------------------------- | ------- | -------------------------------------------------------------------------------------- |
| 2020  | Lovesick Girls | Blackpink              | The Album              | ✔️      | Teddy, Løren, Jisoo et Danny Chung                                                 | ✔️      | Teddy, 24, Brian Lee, Leah Haywood, R.Tee et David Guetta                              |
| 2023  | The Girls      | Blackpink              | Blackpink The Game OST | ✔️      | Teddy, Danny Chung, Rosé, Madison Love, Melanie Fontana et Lindgren                | ✔️      | Teddy, Danny Chung, Rosé, Madison Love, Melanie Fontana et Lindgren                    |
| 2024  | Slow Motion    | Jennie & Matt Champion | Mika's Laundry         | ✔️      | Matt Champion, Henry Kwapis, Romil Hemnani, Jacob Reske, Adam Feeney, Dijon Duenas | ✔️      | Matt Champion, Henry Kwapis, Romil Hemnani, Jacob Reske, Adam Feeney, Dijon Duenas     |
| 2024  | Mantra         | Jennie                 | Ruby                   | ✔️      | Claudia Valentina, Elle Campbell, Zikai, Jumpa, Billy Walsh, Serban Ionut Kazan    | ✔️      | Claudia Valentina, Elle Campbell, Zikai, Jumpa, Billy Walsh, Jelli, Serban Ionut Kazan |

## Filmographie

### Séries télévisées
| Année | Titre    | Chaîne | Rôle   | Note(s)         | Réf.   |
| ----- | -------- | ------ | ------ | --------------- | ------ |
| 2023  | The Idol | HBO    | Dyanne | Rôle secondaire | [ 60 ] |

### Émissions de variétés
| Année | Titre                       | Chaîne | Rôle              | Réf.   |
| ----- | --------------------------- | ------ | ----------------- | ------ |
| 2018  | Village Survival, the Eight | SBS    | Membre du casting | [ 61 ] |
| 2024  | Apartment 404               | tvN    | Membre du casting | [ 62 ] |
| 2024  | My name is Gabriel          | JTBC   | Membre du casting | [ 63 ] |

### Clips vidéos
| Année | Titre            | Artiste       | Réalisateur    | Longueur | Réf.   |
| ----- | ---------------- | ------------- | -------------- | -------- | ------ |
| 2012  | "That XX"        | G-Dragon      | Han Sa-min     | 3:34     |        |
| 2018  | "Solo"           | Jennie        | Han Sa-min     | 2:57     | [ 64 ] |
| 2022  | "Shinigami Eyes" | Grimes        | BRTHR          | 3:20     |        |
| 2023  | "You & Me"       | Jennie        | Lee Han Gyeol  | 3:32     |        |
| 2024  | "Spot"           | Jennie & Zico | Choi Yong-seok | 3:12     |        |

## Récompenses et nominations
| Année | Cérémonie                    | Catégorie                              | Personne(s)/Travail(s) nommé(e)          | Résultat   | Réf.   |
| ----- | ---------------------------- | -------------------------------------- | ---------------------------------------- | ---------- | ------ |
| 2018  | 12e SBS Entertainment Awards | Rookie Award (Female)                  | Running Man, Village Survival, the Eight | Nomination | [ 65 ] |
| 2018  | 12e SBS Entertainment Awards | Scene Stealer Award                    | Running Man, Village Survival, the Eight | Nomination | [ 66 ] |
| 2018  | Philippine K-pop Awards      | Best Female Solo Artist                | Jennie                                   | Lauréat    |        |
| 2019  | 21st Mnet Asian Music Awards | Best Female Artist                     | Jennie                                   | Nomination |        |
| 2019  | 21st Mnet Asian Music Awards | Artist of the year                     | Jennie                                   | Nomination |        |
| 2019  | 21st Mnet Asian Music Awards | Best Dance Performance - Solo          | Solo                                     | Nomination |        |
| 2019  | 21st Mnet Asian Music Awards | Song of the Year                       | Solo                                     | Nomination |        |
| 2019  | 34th Golden Disc Awards      | Digital Bonsang                        | Solo                                     | Lauréat    |        |
| 2019  | 34th Golden Disc Awards      | Digital Daesang                        | Solo                                     | Nomination |        |
| 2019  | Genie Music Awards           | The Female Solo                        | Jennie                                   | Nomination |        |
| 2019  | 8e Gaon Chart Music Awards   | Song of the Year – November            | Solo                                     | Lauréat    | [ 67 ] |
| 2021  | The Fact Music Awards        | Fan N Star Choice Artist               | Jennie                                   | Nomination |        |
| 2021  | The Fact Music Awards        | Fan N Star Choice Individual           | Jennie                                   | Nomination |        |
| 2021  | Weibo Starlight Awards       | Starlight Hall of Fame                 | Jennie                                   | Lauréat    |        |
| 2022  | Brand of the Year Awards     | Advertising Model of the Year - Female | Jennie                                   | Lauréat    |        |

### Émissions musicales

#### Inkigayo
| Année | Date        | Chanson |
| ----- | ----------- | ------- |
| 2018  | 25 novembre | Solo    |
| 2018  | 2 décembre  | Solo    |
| 2018  | 16 décembre | Solo    |